# Art of Noise
Art of Noise (también conocido como The Art of Noise) fue un conjunto musical británico formado en 1983. Su estilo y su sonido, encuadrable en el synth pop, se caracteriza por la experimentación y mantiene vinculaciones con el vanguardismo. Sus miembros fundadores son el ingeniero y productor Gary Langan, el programador J. J. Jeczalik, la arreglista Anne Dudley, el productor Trevor Horn y el periodista musical Paul Morley. Posteriormente se incorporó, en 1998, el músico Lol Creme.
A lo largo de su trayectoria obtuvieron una nominación (1988) y un premio Grammy (1987) y dos galardones en los MTV Video Music Awards (1985 y 1989).

## Historia

### Comienzos

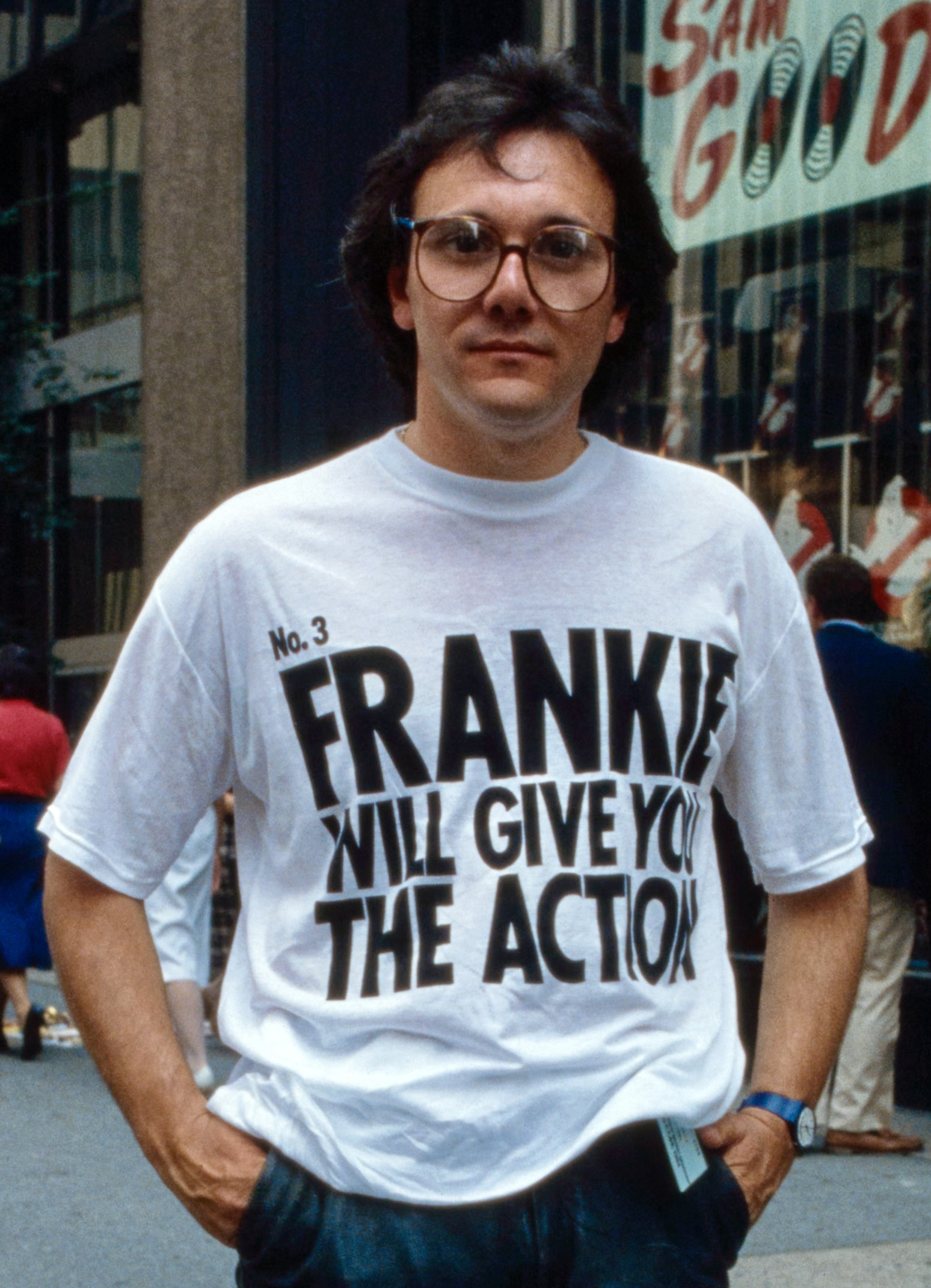
Trevor Horn

El ímpetu tecnológico para Art of Noise fue el advenimiento del Fairlight CMI sampler un instrumento musical electrónico inventado en Australia. Con Fairlight las grabaciones de sonido digitales cortas, llamadas muestras (o sample), se podían "reproducir" a través de un teclado similar a un piano, mientras que un procesador de computadora alteraba características tales como tono y timbre. El productor musical Trevor Horn fue una de las primeras personas en comprar un Fairlight. Mientras algunos músicos usaban muestras como complemento en sus composiciones, Horn y sus colegas vieron el potencial de crear composiciones completas con el sampler, en oposición a la estética tradicional del rock. Algunos compositores que ya comenzaban a emplear dicho instrumento incluyen a artistas como Jean-Michel Jarre, Yello y Tony Mansfield, quienes habían hecho un uso extensivo para el álbum debut homónimo de Naked Eyes (1983), mientras que Yellow Magic Orchestra había utilizado mucho el muestreo en su álbum de 1981 Technodelic.

"Teníamos uno de los primeros sintetizadores, un Fairlight CMI (Computer Musical Instrument)  y probamos cosas como gente hablando, portazos, politonalidad, etc… Éramos bastante experimentales y fue una gran sorpresa que tuviéramos cierto éxito, porque nunca quisimos ser comerciales".
Anne Dudley (industriasdelcine.com, 2021) 

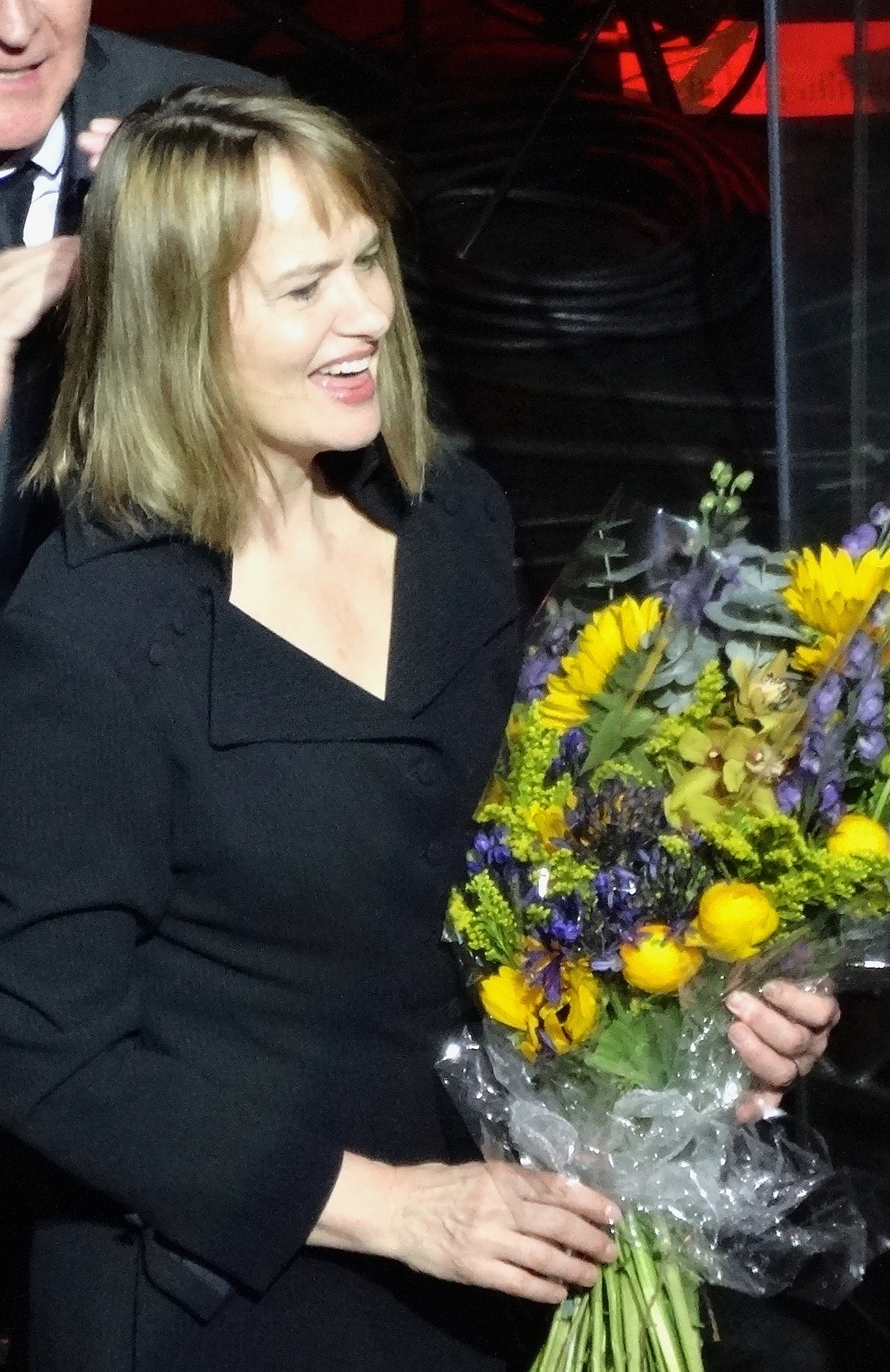
Anne Dudley

En 1981 el equipo de producción de Horn incluía al programador J.J. Jeczalik, el ingeniero Gary Langan y la tecladista / arreglista de cuerdas Anne Dudley. El equipo produjo el álbum debut del grupo ABC The Lexicon of Love (1982) utilizando cada vez más Fairlight no solo para modificar elementos de la grabación en vivo sino también para embellecer las composiciones con efectos de sonido, como la campana de una caja registradora en «Date Stamp». Dudley también coescribió una pista del álbum lo que, debido a su aceptación, propició el lanzamiento de su propia carrera musical. El equipo también trabajó en el álbum de Malcolm McLaren Duck Rock (1982) y continuaría trabajando con Frankie Goes to Hollywood en lo que se convertiría en el álbum Welcome to the Pleasuredome.
Durante enero de 1983 el equipo de Horn estaba trabajando en el álbum de regreso de Yes, 90125 (1983), con Horn como productor, Langan como ingeniero y Dudley y Jeczalik proporcionando arreglos y programación de teclado. Durante las sesiones Jeczalik y Langan tomaron un riff de batería desechado de Alan White y lo muestrearon en Fairlight utilizando el secuenciador Page R del dispositivo (siendo la primera vez que se había muestreado un patrón de batería completo en dicho instrumento). Jeczalik y Langan luego agregaron sonidos no musicales encima antes de reproducir la pista a Horn. Esto a su vez resultó en el sencillo «Owner of a Lonely Heart (Red & Blue Mix)» que mostraba el sonido prototipo de The Art of Noise.

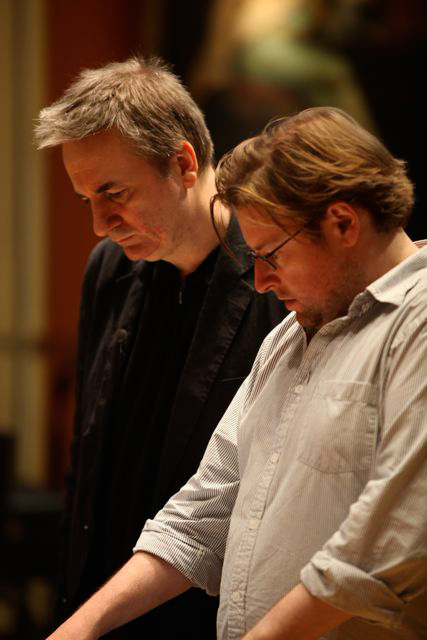
Chris Austin (izda.) y Paul Morley (dcha.)

Al ver un mayor potencial en la idea Horn unió a Jeczalik y Langan con Dudley en febrero para desarrollar el proyecto y contrató a uno de sus socios comerciales, el ex periodista de New Musical Express Paul Morley, como proveedor de conceptos, dirección de arte y marketing. A Morley se le ocurrió el nombre del proyecto (tomado del ensayo El arte de los ruidos del destacado futurista italiano Luigi Russolo y accedió, a petición de Jeczalik, a eliminar la última 's').

"Me encantó tanto el nombre Art of Noise que me abrí paso en el grupo. Si a lo largo de los años la gente me preguntaba qué hice en el grupo, les respondí que les puse el nombre. Y era un nombre tan bueno que fue suficiente para justificar mi presencia. Yo era el Ringo Starr de Art of Noise. Hice el té. Oh, y escribí la letra de una de las piezas de música pop más hermosas de la historia, «Moments in Love»"
Paul Morley (The Guardian, 2012) 

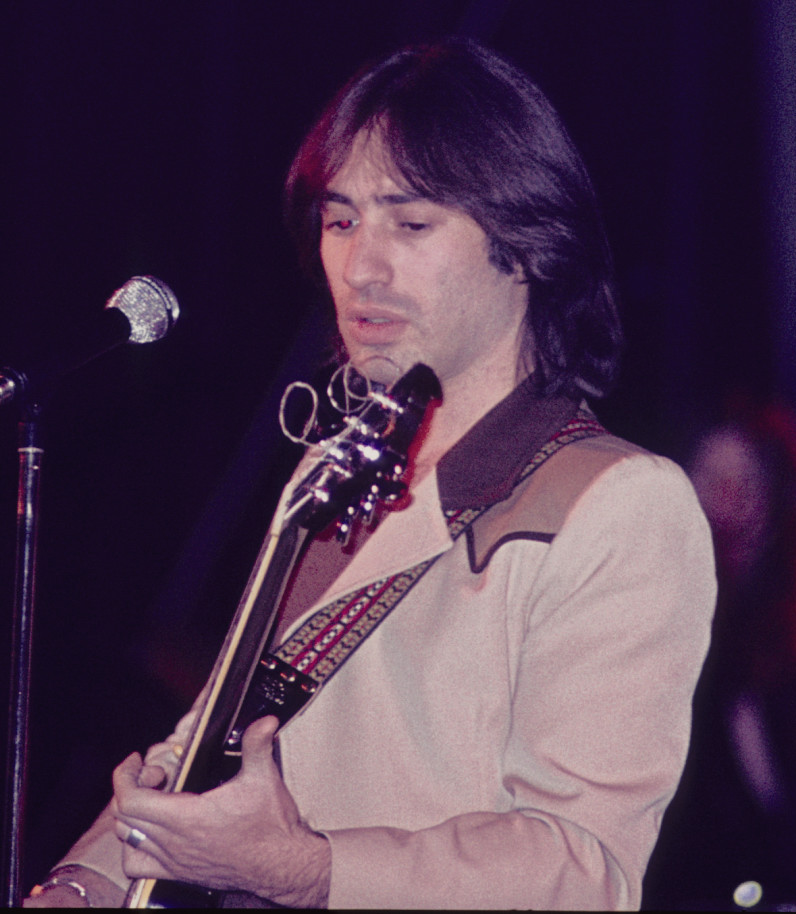
Lol Creme

El propio Horn se unió al nuevo grupo como asesor de producción y proveedor de nuevas ideas. Esta fue la primera vez que formó parte de un grupo desde que se separó de su socio del grupo The Buggles Geoff Downes (después de haber sido parte de Yes). También sería la primera, y última vez, que disfrutaría del éxito en las listas como artista desde el éxito de new wave en 1979 con «Video Killed the Radio Star».

### Who's Afraid of the Art of Noise?(1983-1984)

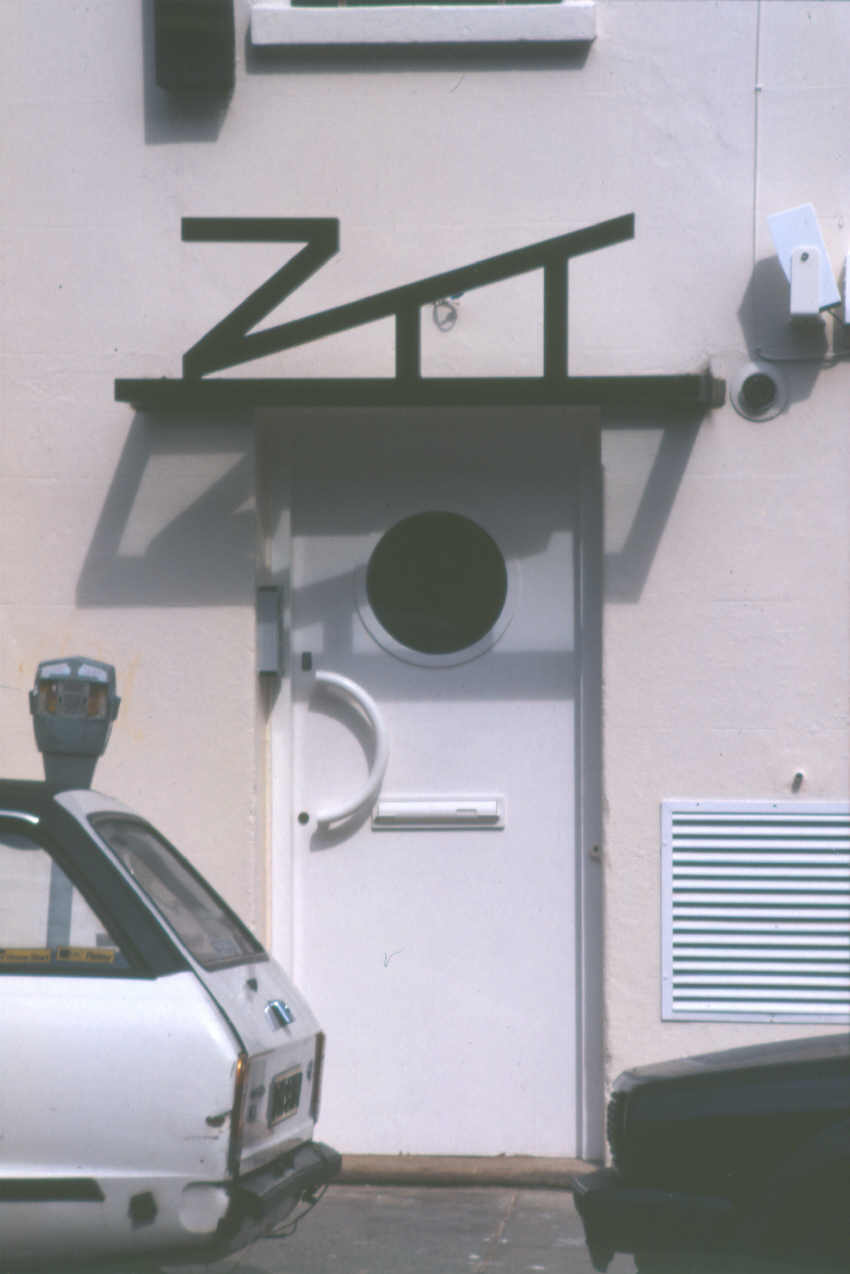
La discográfica ZTT

El EP debut de Art of Noise, Into Battle with the Art of Noise, apareció en septiembre de 1983 en el incipiente sello discográfico ZTT de Horn. Varias de las muestras originalmente utilizadas en el disco 90125 de Yes reaparecieron en el disco que inmediatamente obtuvo un éxito en las listas de baile urbana y alternativa en Estados Unidos con la pista instrumental altamente percusiva y cortada «Beatbox» (cuyo título no se refiere a la técnica de beatboxing, sino que comparte su origen con el título como un término empleado en la jerga de la época para denominar un reproductor de casetes / radio popular entre los bailarines urbanos denominados body-poppers). La canción a menudo ha sido erróneamente acreditada como la sintonía del programa de juegos emitido por ITV The Krypton Factor. «(Theme From) The Krypton Factor» fue compuesto y grabado en 1986 y fue reelaborado por Art of Noise como «Crusoe» para su álbum de 1987.

"El título Into Battle With the Art of Noise lo dice todo porque Art of Noise fue probablemente una de las bandas más combativas de la época, abordando ideas preconcebidas sobre qué es la música y cómo componerla combinando tecnología moderna y vanguardia con técnicas para crear fusiones nuevas e impresionantes. Uno escucha Into Battle With the Art of Noise y algunas de las influencias en la música industrial, el hip-hop, el techno y el pop se vuelven más claras".
Ned Raggett (allmusic.com) 

El primer álbum de Art of Noise, Who's Afraid of the Art of Noise?, fue publicado en 1984. Durante este período el grupo se presentó como personajes sin rostro (usando máscaras) con muy escasas apariciones personales e, incluso, ejerciendo una ausencia de promoción para indicar que el grupo no era una banda estándar de rock o pop que promocionaba y mitificaba a sus miembros como individuos. «Moments in Love», una oda instrumental de diez minutos a la sensualidad, que apareció tanto en Into Battle como en Who's Afraid, fue remezclada y lanzada como single en 1985. La canción fue la primera publicada en Estados Unidos (1983) donde obtuvo un éxito moderado en la lista de sencillos de R&B. Su repercusión popular incluye su interpretación en una de las bodas de Madonna; fue muestreada por Mýa en su sencillo de éxito «It's All About Me» interpretado por Sisqó; fue empleada en la banda sonora de la película Pumping Iron II: The Women y también aparece en la película india Koi ... Mil Gaya; es nombrada en las primeras páginas de la novela de 2011 de Sister Souljah Medianoche y el significado del amor (como "Momentos de amor"); se ha utilizado en anuncios y remezclado, versionado y muestreado por muchos otros artistas. También ha aparecido en numerosas compilaciones de chill out y se ha convertido en un elemento básico de las listas de reproducción de estaciones de radio de smooth jazz. «Moments in Love» se ha remezclado muchas veces, con nombres como «Moments in Bed» y «Moments in love 7" Master Rejected». «Close (to the Edit)» se publicó en octubre de ese año. El sencillo fue el primer gran éxito del grupo en el Reino Unido alcanzando el número ocho en el UK Singles Chart en noviembre de 1984.

"Rara vez algo que apunta a un estado moderno del pop también ha buscado destruir y perturbar de manera tan efectiva. La canción más legendaria sigue siendo «Close (To the Edit)», que se beneficia no solo de un innovador video, sino también de su fuerte ritmo funk y su chiflado sentido del humor en la mayoría de las voces sin letra, sin mencionar el "¡hey!" el gancho vocal que Prodigy utilizaría en «Firestarter»."
Ned Ragget (allmusic.com) 

Un artículo de octubre de 1984 en la revista Smash Hits indicó varios de los planes de Morley y Horn para los proyectos posteriores del grupo. Estos incluyeron una versión de «Video Killed the Radio Star», originalmente por The Buggles (Horn y Geoff Downes); Raiding the 20th Century, un álbum que utiliza sonidos de todo el siglo XX como material fuente; la banda sonora de The Living End, una película escrita por Morley y dirigida por Godley & Creme; y la banda sonora de un ballet.

### División de la formación original (1985)
En 1985 Dudley, Jeczalik y Langan decidieron separarse de Morley y Horn y poner también fin a su vinculación con el sello ZTT.
En una entrevista posterior a la separación para Melody Maker, en octubre de 1985, Jeczalik indicó que él y Morley no se llevaban bien y que sentía que la escritura de Morley era pretenciosa. Jeczalik respondió a una pregunta sobre el nivel de participación de Morley y Horn en Who's Afraid of the Art of Noise? diciendo: "Es difícil saberlo. Decimos aproximadamente un 1,73 por ciento, pero incluso podría llegar al dos por ciento. Verá, todos lo que ha sucedido es que Gary y yo comenzamos algo, se lo quitaron y hemos tomado medidas para recuperarlo". En la misma entrevista Dudley indicó que sentía que partes del álbum eran de dudosa calidad.
Mucho más tarde Morley comentaría "Cuando Trevor y yo nos fuimos, (Jeczalik, Langan y Dudley) se convirtió en un grupo novedoso que tuvo éxitos con Tom Jones". Su desdén por la dirección artística de The Art of Noise una vez que ya no estaba involucrado en el grupo fue aún más evidente en otros artículos que escribió, incluidas las notas del álbum recopilatorio Daft (publicado en 1985 con el nombre de Otto Flake) y un artículo de septiembre de 2002 para The Observer.

### In Visible Silence(1986)

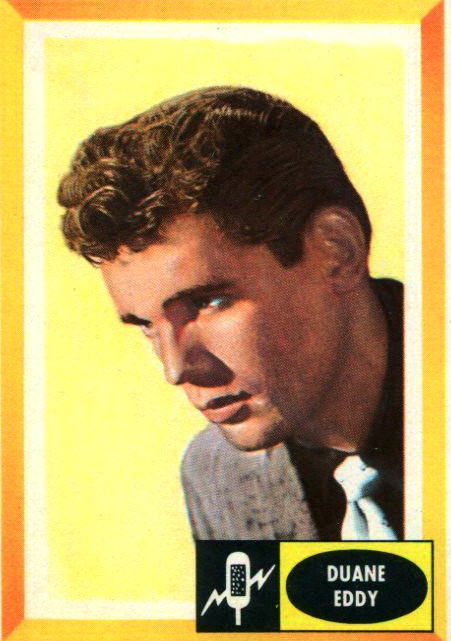
Duane Eddy

Después de la separación Dudley, Jeczalik y Langan firmaron contrato discográfico con el sello China Records, con sede en el Reino Unido, incluyendo el uso del nombre Art of Noise con ellos. Algunas de las imágenes y valores originales de la banda fue retenido para su segundo álbum In Visible Silence. Este álbum incluye la canción «Peter Gunn», una versión de la canción clásica grabada por Duane Eddy en 1959, que resultó premiada en los Premios Grammy. La colaboración de Art of Noise alcanzó el número dos en las listas de baile de Billboard. El video de la canción presentaba al comediante Rik Mayall en una parodia del clásico detective privado popularizado en el cine negro especialmente en la década de los años 1940-1950. La pieza se utilizaría más tarde como tema musical de la serie de televisión de BBC de 2008 Bill Oddie's Wild Side. Del mismo álbum una canción similar a «Beat Box», «Legs», fue un leve éxito underground en los clubes de baile. En 1986 la canción «Paranoimia» logró cierto éxito cuando se lanzó una remezcla de la misma como single con muestras vocales sobregrabadas proporcionadas por Matt Frewer como el personaje supuestamente generado por computadora Max Headroom. Frewer también apareció como Max Headroom en el video musical de la pista.

"Art of Noise golpeó con fuerza con el lanzamiento de este disco mostrando diferentes coloraturas en la elección del material: mientras que los elementos poco convencionales del grupo seguían presentes, también lo estaba «Peter Gunn», con Duane Eddy como invitado en la guitarra".
Steven McDonald (allmusic.com) 

Alrededor de 1986 Jeczalik y Dudley comenzaron a aparecer en fotografías con su auténtico rostros y sin máscaras motivando las críticas de algunos aficionados que habían llegado a apreciar la estética del "arte por el arte" de Morley. Las próximas composiciones mostraron la evolución de Art of Noise hacia una banda de pop y lejos del "no grupo" sin rostro impulsado originalmente por Morley.

### In No Sense? Nonsense!,Below the Waste y separación(1987-1990)
En 1987 la nómina de participantes en la banda se redujo a Jeczalik y Dudley. Ese año vio el lanzamiento de su álbum In No Sense? Nonsense!. El álbum incluía los collages rítmicos más avanzados de Jeczalik hasta la fecha, además de exuberantes arreglos de cuerdas, piezas para coro de niños y melodías de teclado de Dudley. No produjo ningún éxito, aunque su sello discográfico se esforzó por promocionar remixes de «Dragnet» en los clubes de baile y el sencillo alcanzó el puesto 60 en el UK Singles Chart.

"Con este álbum, Anne Dudley y compañía ampliaron sus experimentos new wave para incluir más potencia instrumental. Además de la producción completa de una banda de rock (que incluye guitarras eléctricas, batería y sintetizadores), este disco utiliza música de banda de metales, orquesta y coral. El resultado es tan rico y complejo como nunca antes".
Evan Cater (allmusic.com) 

El mismo año Art of Noise proporcionó la banda sonora de dos películas, Hiding Out y Dragnet, y en ambas se utilizó un movimiento en particular. Su pasaje de conexión basado en metales entre las secciones del tema musical del programa de televisión Dragnet original se utilizó como música incidental durante una escena dramática, una persecución armada a través de las vigas de un gimnasio, cerca del final de Hiding Out.

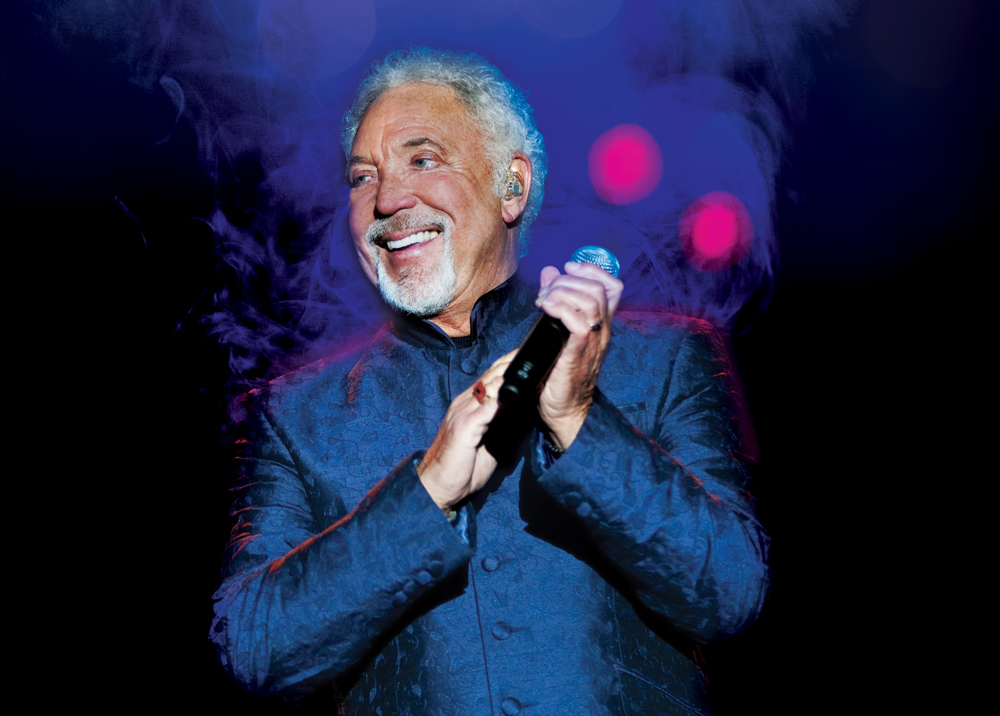
Tom Jones

En 1988 una colaboración única con el cantante Tom Jones (una versión de la canción de Prince «Kiss» un componente básico en los espectáculos teatrales de Jones) renovó el interés del público en la banda y proporcionó el mayor éxito del grupo entre el público masivo. La canción apareció en varios álbumes de Jones y China Records incluyó la canción en su compilación de grandes éxitos The Best of The Art of Noise, cuya primera edición también contenía pistas con licencia de ZTT.
Su siguiente álbum, Below the Waste, no obtuvo gran éxito comercial tras su lanzamiento en 1989. Generó un single muy apreciado por los aficionados, «Yebo!» (con las voces únicas de las artistas zulúes Mahlathini y Mahotella Queens). Tanto las versiones en casete como en CD incluyen dos pistas adicionales: «Robinson Crusoe» y el tema «James Bond».

"Below the Waste mostró a Art of Noise abandonando casi por completo sus raíces art-punk elípticas por composiciones ambientales preocupantemente estilizadas y discretas que lindaban con la música del mundo más comercial. La fusión (...) de cantos populares, percusiones, guitarras retumbantes, aplausos nerviosos y sonidos genéricos industriales mostró un crecimiento personal considerable, pero la banda parecía no estar dotada para ello.(...) Un fallo".
Dean Carlson (allmusic.com) 

En 1990 Dudley y Jeczalik anunciaron oficialmente la disolución de Art of Noise.

### Ínterin (compilaciones, reformas fallidas y trabajo en solitario)

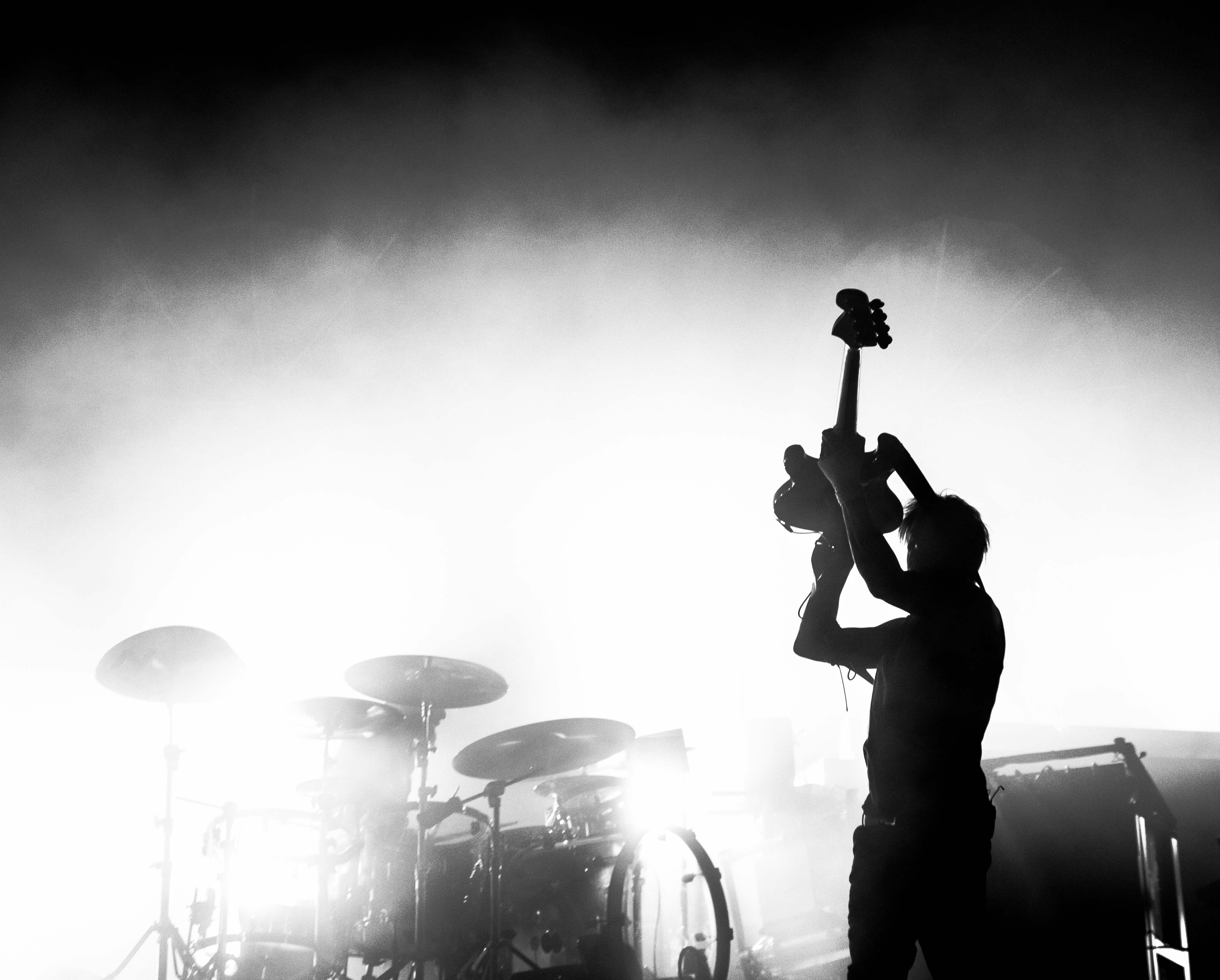
The Prodigy

Aunque Dudley y Jeczalik ya habían disuelto el grupo en 1990 ayudaron en la promoción de la compilación ligeramente remezclada The Ambient Collection, que el China Records publicó tratando de obtener provecho de la floreciente escena ambient house. Jeczalik aprobó los remixes que aparecieron en The FON Mixes al año siguiente. Durante el resto de la década China Records lanzó más compilaciones de Art of Noise: The Drum and Bass Collection, Art Works y reediciones de Best of sin la inclusión de canciones procedentes de la primera etapa del grupo con el sello ZTT. Algunas de estas compilaciones incluían nuevos remixes realizados por otros artistas.
Según una entrevista con J.J. Jeczalik en el fanzine de ZTT Outside World (1991), Jeczalik, Dudley y Langan se inspiraron en el éxito comercial de The FON Mixes y se habían planteado la reunificación del grupo en formato nuevamente de trío. En preparación para grabar un nuevo álbum, Jeczalik y Langan viajaron a Cuba para recopilar material nuevo. Sin embargo no se produjeron nuevas grabaciones con la nueva formación y Art of Noise permaneció inactivo. 
Dudley se hizo conocida por componer numerosas bandas sonoras para cine y televisión durante la década de 1990. La más famosa de ellos es, probablemente, The Full Monty, banda sonora con la que ganó un Premio de la Academia a la partitura musical original. También colaboró con Killing Joke Jaz Coleman en el álbum de 1990 Songs from the Victorious City  (inspirado en un viaje que ambos hicieron a Egipto) y produjo dos pistas para el álbum de Deborah Harry de 1993 Debravation («Strike Me Pink», en la que también coescribió y tocó teclados, y «Mood Ring»). Ha compilado orquestaciones para docenas de lanzamientos pop a lo largo de los años y ambas compusieron y produjeron el álbum Voice para su vecina Alison Moyet. Cathy Dennis añadió letra a una de las composiciones de Dudley y la grabó como «Too Many Walls», que se convirtió en un Top 10 de Estados Unidos en 1991.
En 1995-1997 Jeczalik y el ingeniero Bob Kraushaar produjeron una serie de temas instrumentales orientados a los clubes de baile, bajo el nombre Art of Silence, publicando un álbum titulado artofsilence.co.uk. Jeczalik también se embarcó en una nueva carrera en el comercio de contratos de futuros.
The Art of Noise también recibió un crédito completo de escritura por la canción de The Prodigy «Firestarter», que muestra la voz femenina "hey, hey" de «Close (to the Edit)». The Prodigy también contribuyó con el remix «Instruments of Darkness (All of Us are One People)» a la compilación de 1991 The FON Mixes. Además se incluye una versión editada de «Close (to the Edit)» en el juego educativo Amiga "Ready Robot Club".

### Reencuentro yThe Seduction of Claude Debussy(1998-2000)

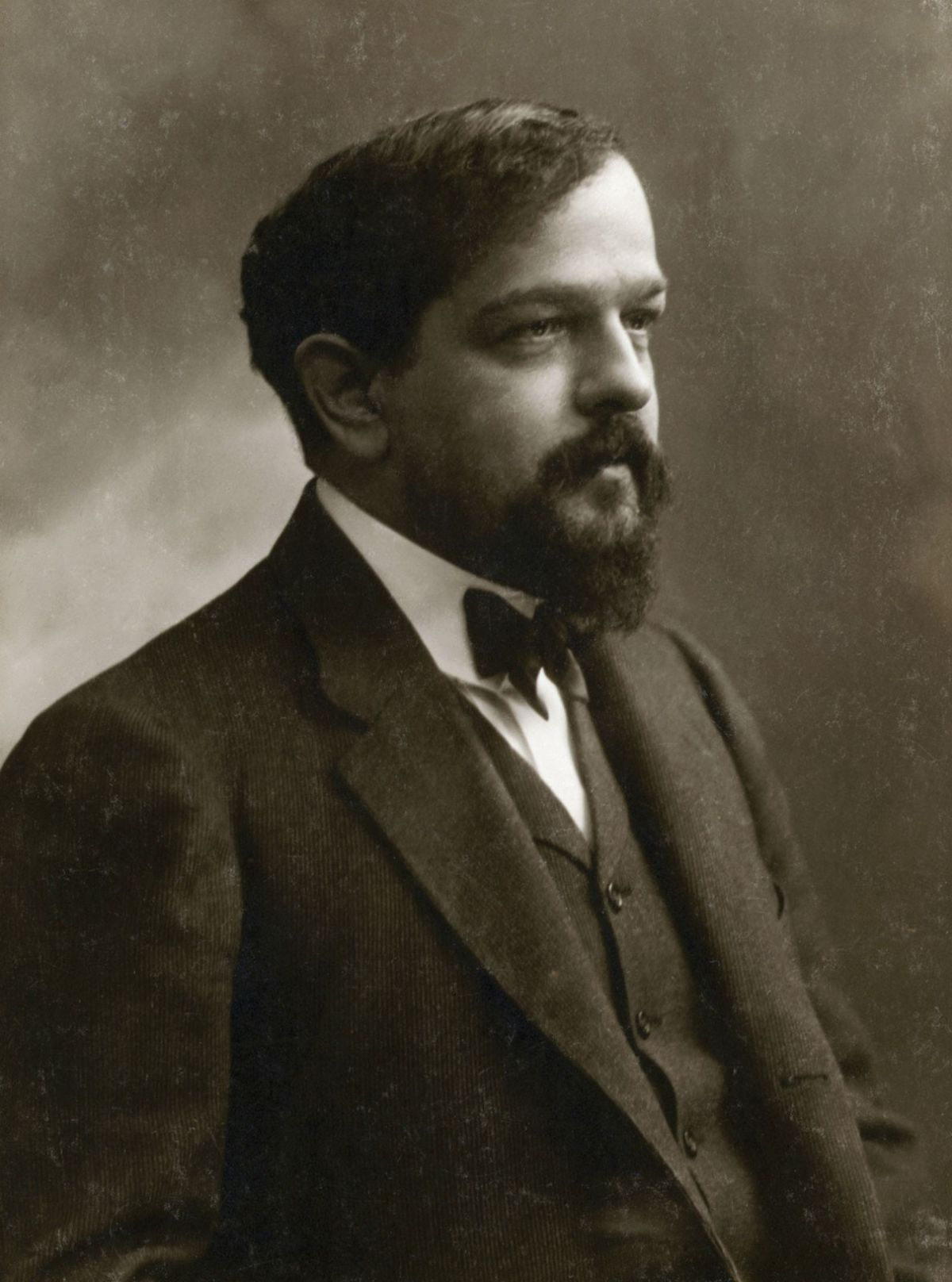
Claude Debussy

En 1998 Horn, Morley y Dudley comenzaron a hablar sobre la intención original del proyecto, su relevancia en la música del siglo XX y el inminente cambio de siglo. Art of Noise se reformó temporalmente, agregando al guitarrista Lol Creme, pero sin J.J. Jeczalik y Gary Langan. Sus tareas de ingeniería, programación y producción se llevaron a cabo mediante un evento realizado por Way Out West. Se grabó un álbum, Balance - Music for the Eye, pero nunca se publicó de forma independiente si bien algunas pistas se incluyeron en el álbum retrospectivo de 2010, Influence, y el álbum completo se publicó como parte de la caja At The End Of A Century. En su lugar se publicó un nuevo single, llamado «Dream On» (1998), que incluía versiones remezcladas, realizadas por Way Out West, dirigidas a los clubs y las pistas de baile.
Un segundo sencillo, «Metaforce», con un rap de Rakim, precedió al lanzamiento en 1999 del álbum conceptual The Seduction of Claude Debussy, un álbum conceptual que describe la vida y obra de Claude Debussy, en el sello ZTT. Este álbum más tarde fue la base para la creación de una banda sonora de 17 minutos para un espectáculo de fuegos artificiales en Londres, a orillas del río Támesis, con motivo del cambio de milenio. La exhibición de fuegos artificiales se sincronizó con una edición de Seduction que también incluyó un collage de muestras de algunas de las canciones de pop y rock más famosas de Gran Bretaña, además de compositores clásicos. Fue transmitido en vivo por 95.8 Capital FM y BBC London 94.9. Trevor Horn trabajó en el proyecto con Jill Sinclair, el cantante y compositor Bob Geldof, el ejecutivo de Capital Radio Clive Dickens y el productor Ross Ford. [cita requerida]

"Aunque Art of Noise no suenan tan descarados como en su mejor momento de los años 80 The Seduction of Claude Debussy es una muestra interesante de lo que hizo grande al grupo".
Keith Farley (allmusic.com) 

Después de realizar algunos conciertos en vivo en el Reino Unido y Estados Unidos la banda se disolvió. Un DVD (Into Vision) y un CD (Reconstructed) fueron publicados en 2002 y 2003 respectivamente, con música grabada y filmada en el Festival de Coachella de Chicago (10 de septiembre de 1999), en el Shepherd's Bush Empire (22 de marzo de 2000) y Fountain Studios, Wembley, Londres (1 de junio de 2000).

### Trabajo reciente

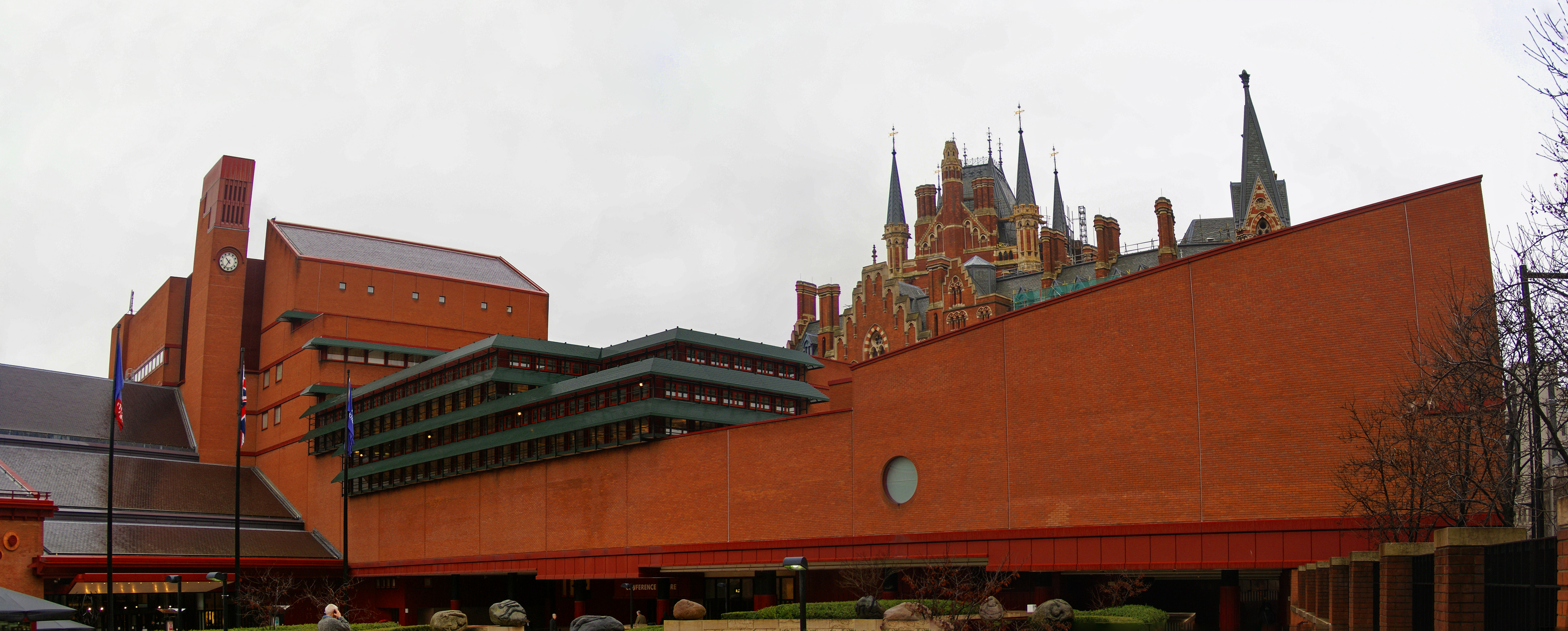
The British Library

Art of Noise vivió una especie de reencuentro en una actuación en vivo realizada el 30 de noviembre de 2013 de la BBC Concert Orchestra (con una transmisión de radio de la BBC en vivo) que incluyó el arreglo orquestal de Dudley del EP de la banda «Into Battle» y una nueva pieza titulada «Rhythm of a Decade» de Dudley con narración de Morley. En sus notas del programa, explican que esta última canción se inspiró por una pieza inédita de Art of Noise: "De los muchos álbumes de Art of Noise que no aparecieron, incluso si fueron grabados, fue uno que se propuso representar varias décadas a través de los ritmos que aparecieron durante esa década en particular, trazando el desarrollo de los patrones rítmicos y los cambios físicos en los sonidos de batería a lo largo de los años 50, 60, 70, 80 y 90".
La banda volvió a aparecer en forma reiniciada cuando tocaron lo más destacado de su álbum In Visible Silence además de otros canciones destacados de su carrera, como algunas composiciones de la formación Dudley, Jeczalik y Langan, en la Biblioteca Británica en Londres el 9 de marzo de 2018 como parte de una muestra titulada "Temporada del sonido" con la que la biblioteca celebra los 140 años del sonido grabado. Esta actuación incluyó una introducción y un final en video grabado de Paul Morley.

### Reediciones
En 2003 se lanzó por primera vez en Alemania una Edición 20 Aniversario de Into Battle with the Art of Noise en forma de CD que incluía pistas adicionales y un DVD adicional de sus videos promocionales y una presentación de diapositivas de discografía seleccionada de la carátula del álbum. El CD sustituyó la versión original de «Beat Box» por la posterior «Diversion One».
A principios de 2004, el sello Karvavena lanzó un álbum tributo al grupo, titulado The Abduction of The Art of Noise. Este álbum contiene versiones de varias pistas, incluida una nueva versión de «Beat Box» interpretada por J.J. Jeczalik bajo su apodo de Art of Silence. El mismo año Dudley y Horn interpretaron «Close (To the Edit)» juntos en el evento benéfico The Prince's Trust.
En 2006 Lol Creme y Trevor Horn formaron Producers, una banda formada por renombrados productores de discos y músicos. Gary Langan es el ingeniero de audio de la banda.
El 21 de agosto de 2006 ZTT lanzó una caja de 4 CD de Art of Noise, titulada And What Have You Done With My Body, God?, que constaba de pistas exclusivamente de la era ZTT de entre los años 1983 a 1985 a partir de las maquetas provisionales inicialmente creadas por Gary Langan y J.J. Jeczalik. Dichas maquetas surgieron a raíz de las sesiones de grabación del álbum de Yes 90125  e incluyen una selección de las actuaciones realizadas en el Ambassadors Theatre por Horn y Morley, grabadas en conciertos que perfilan los actos de ZTT, antes de lo cual, Langan, Jeczalik y Dudley habían abandonado el nombre, temporalmente, de Art of Noise. El set contó con más de 40 remixes, demos y trabajos en progreso inéditos, así como la versión completa en vinilo de Into Battle with the Art of Noise, extraída de los masters originales, por primera vez en CD. El proyecto fue concebido, investigado y compilado por el periodista musical (y aficionado al Art of Noise) Ian Peel, quien también escribió un libreto de 36 páginas que acompaña a la caja, que incluía nuevas entrevistas con todos los miembros originales.
En julio de 2010 ZTT Records y Salvo editaron un nuevo álbum retrospectivo titulado Influence. El álbum incluye los éxitos, las colaboraciones, bandas sonoras y material inédito que abarca los períodos de ZTT y China Records.
En abril de 2011 Peel continuó publicando material clásico en el sello ZTT, bajo una etiqueta comercial denominada Element Series, con una reedición de la Edición Deluxe de Into Battle with the Art of Noise. Este estaba destinado a ser el primero de una serie de remasterizaciones cronológica, incluyendo un nuevo rediseño, comparando el álbum o EP original con pistas extendidas y previamente no disponibles. Who's Afraid of the Art of Noise? , considerado el primer álbum 'verdadero' del grupo, fue lanzado como Edición Deluxe el 19 de septiembre de 2011.
2013 vio la edición de una compilación, en formato de doble disco a precio económico, titulado The Best Of que era básicamente la recopilación Influence (2010) omitiendo todo el material publicado por China Records omitido y reemplazado por varias pistas de Into Battle with the Art of Noise, Who's Afraid of the Art of Noise? y The Seduction of Claude Debussy. 
En 2015 ZTT publicó un conjunto de dos CD y un DVD llamado At The End Of A Century, que combina el álbum inédito Balance - Music for the Eye y una mezcla de Trevor Horn de The Seduction of Claude Debussy con sus mezclas del segundo sencillo inédito «Dreaming In Color».
En mayo de 2017 se lanzó una edición de lujo de dos discos de In Visible Silence. En ella se incluye el álbum remasterizado, junto con varios remixes y caras B, tomados de sencillos anteriores de 12" y disponibles en CD por primera vez. También se incluyen tomas descartadas y material inédito de la época del grupo con China Records. Poco después se publicó una edición de lujo similar de su siguiente álbum In No Sense? Nonsense!.

## Discografía

### Álbumes de estudio
- Into Battle with the Art of Noise EP (1983)
- Who's Afraid of the Art of Noise? (1984)
- In Visible Silence (1986)
- In No Sense? Nonsense! (1987)
- Below the Waste (1989)
- The Seduction of Claude Debussy (1999)

### Compilaciones y remixes
- Daft (1986)
- Re-works of Art of Noise (1986)
- The Best of the Art of Noise (1988; relanzado en 1992 con pistas distintas)
- The Ambient Collection (1990)
- The FON Mixes (1991)
- The Drum and Bass Collection (1996)
- Belief System / Bashful / An Extra Pulse of Beauty (1999)
- Reduction (2000)
- The Abduction of the Art of Noise (2003)
- Reconstructed (2004)
- And What Have You Done With My Body, God? Set de 4 CD (2006)